# Vinjeta
Vinjéta je majhna, barvna cestninska nalepka, ki jo je treba pritrditi na vozilo, običajno osebno do 3,5 tone največje dovoljene skupne mase (osebni avtomobil, motorno kolo), ki se vozijo po avtocestah in hitrih cestah in kažejo, da je ustrezna cestna pristojbina plačana. Vinjete so časovno omejene (letne, polletne, mesečne, tedenske,...)  in se običajno kupijo na mejnih prehodih, bencinskih črpalkah in drugih označenih mestih. Izdelane so tako, da se prilepijo na vozilo (na primer vetrobransko steklo) tako, da ponovno nameščanje ni mogoče brez uničenja kar zagotavlja, da vozniki ne morejo uporabljati isto vinjeto na več vozilih. Nepravilna uporaba, strgana ali izgubljena vinjeta se ne povrne razen z dokazilom o prometni nesreči in kuponom, ki ostane pri nakupu vinjete. Cestni promet pogosto spremljajo obcestne kamere, cestninski nadzorniki pa pravilno uporabo vinjet še posebej preverjajo. Zajetne denarne globe se zaračunajo potnikom, ki uporabljajo javne ceste brez veljavne in ustrezno nameščene vinjete. Dodatne cestnine se običajno zaračunavajo pri prehodu skozi nekatere predore avtocest in mostov.
Evrovinjeta je cestnina za tovornjake nosilnosti najmanj 12 ton. Sistem je bil sprejet leta 1999, in se zdaj uporablja v Belgiji, na Danskem, v Luksemburgu, na Nizozemskem in Švedskem.

## Obveznost vinjet po državah

### Avstrija
Od leta 1997, so vinjete potrebne za vsa vozila do 3,5 ton, ki vozijo po avtocestah in hitrih cestah (s predpono črke S) pod zvezno upravo. Vinjete so pod nadzorom policije in zaposlenih nadzornikov cestnine zvezne uprave za avtoceste (ASFINAG. Nadomestek cestnine v višini 110 € mora plačati uporabnik brez vinjete in 240 € denarne kazni, če veljavna vinjeta ni nameščena pravilno ali je bila prirejena. To nadomestilo cestnine omogoča uporabo vrste A in S cestnega omrežja od dneva plačila do naslednjega dne. Če je nadomestna cestnina ni plačana, popotnik je predmet pritožbe na upravi organ občine, ki lahko privede do kazni plačilo med 300 EUR in znaša 3.000. Poleg tega lahko osebne dragocenosti (vključno z vozilom), se odvzame od tujcev, da se zagotovi plačilo kazni. 
Poleg obvezne vinjete, se posebne cestnine zaračunavajo za nekatere odseke avtocest, kjer so nameščene dodatne cestninske postaje in cestninski video sistem. Uporabnik lahko kupi elektronsko cestninsko kartico ali enodnevno koridor-vinjeto. Vinjete za vozila nad 3,5 tone so nadomestili elektronskimi karticami že 1. januarja 2004.

### Bolgarija
Vinjete so obvezna za vsa vozila (vključno z motorjem), ki vozijo na vseh javnih cestah, z izjemo cest znotraj mest in vasi ter cestnih obročev. Vinjete veljajo od trenutka, ko so kupljene, pa do označene prihodnosti. Jih je mogoče dobiti v Bolgariji na večini bencinskih črpalk, mejnih prehodih v ali na spletu z uporabo kreditne kartice. Denarne kazni v višini 60 € ali več plačajo vozniki brez veljavne vinjete. 

### Češka
Vinjete morajo imeti vozila do 3,5 t za uporabo avtocest in hitrih cest. Denarne kazni so v razponu razponu od € 80 do 200 €. Vinjete za težja vozila so nadomestili z elektronskim cestninjenjem v letu 2007

### Francija
Francoska vinjeta je bila uvedena leta 1956. Na voljo je bila v trafikah in vsi lastniki vozil jo morali kupiti ob koncu vsakega leta. Cena je bila odvisna od konjskih moči motorja in v kateri razred je bilo registrirano vozilo.
Vinjete so bile odpravljene, za motorna kolesa v juniju 1981 in za druga vozila v letu 2001. Elektronsko cestninjenje se zaračuna za vse potnike, ki uporabljajo avtoceste in hitre ceste, medtem ko je dodatne pristojbine treba plačati za nekatere predore in mostove. 

### Nemčija
Avtoceste in hitre ceste so brezplačne za vsa lažja vozila.  Evrovinjetni sistem za tovorna vozila je bil ukinjen avgusta leta 2003, in jo je 1. januarja 2005 nadomestilo plačilo po prevoženi razdalji, kot temelj cestninske dajatve za vozila z več kot 12 ton nosilnosti.
Od 1. marca 2007 morajo vsi vozniki kupiti emisijsko nalepko kadar prečkajo "okoljske cone" v več mestih in občinah. Nekatere "zelene cone", imajo prepovedan vhod za vozila z višjimi emisijami delcev ("rumena" in "rdeča" skupina). Vozila, ki vozijo skozi ta področja, ne da bi imela ustrezno nalepko plačajo kazen 40 € in dobijo 1 točko kazni v register prekrškov.

### Madžarska
Elektronske vinjete nadzoruje obcestne kamere. Vinjete so obvezne za vsa vozila, ki uporabljajo avtoceste in hitre ceste. Fizične nalepke so nadomestili z elektronskimi vinjetami in video nadzorom s 1. januarja 2008. Uporaba se preverja z obcestnimi kamerami, ki temeljijo na številkah registrskih tablic. Vozniki vozil do 3.5 tone brez veljavne vinjete plačajo kazen v višini 140 € ali 700 €, če se začetna globa ni plačana v roku 15 dni.

### Črna Gora
Vozniki vseh motornih vozil morajo kupiti ekološko-letno davčno vinjeto, ki se lahko dobi na mejnih prehodih. Dodatne cestnine se zaračunajo skozi nekatere predore in mostove.

### Romunija
Z izjemo motornih koles, so vinjete potrebne za vsa vozila, ki vozijo na vseh glavnih cestah in avtocestah. Jih je mogoče dobiti na večini bencinskih črpalk, mejnih prehodih v ali na spletu z uporabo kreditne kartice. Vozniki brez veljavne vinjete so kaznovani s 100 € ali več. 

### Slovaška
Vinjete so obvezne za vsa vozila nosilnosti do 3,5 tone, ki vozijo po slovaških avtocestah. Vinjete za težja vozil so nadomestili elektronskim cestninjenjem v odvisnosti od prevožene razdalje v letu 2010. Vozniki brez veljavne vinjete, so kaznovani med 100 € in 500 €.

### Slovenija
Vinjete so obvezne za vsa vozila nosilnosti do 3,5 tone, ki vozijo po slovenskih avtocestah in hitrih cestah od 1. julija 2008 dalje. Težja vozila uporabljajo obstoječe cestninske postaje. Vozniki brez veljavne vinjete plačajo kazen med 300 in 800 €.
Z letom 2022 je stopila v veljavo e-vinjeta, ki ne obstaja več v obliki nalepke, ampak je elektronsko zavedena v bazi upravljavca avtocest in je vezana na registrsko tablico vozila. E-vinjeta ni več vezana na koledarsko leto, tako letna vinjeta velja eno leto od nakupa. Vinjeto je mogoče kupiti tudi z datumom začetkom veljavnosti za do največ 30 dni vnaprej.

### Švica
Potniki, ki uporabljajo avtoceste in hitre ceste morajo kupiti letno vinjeto, ki velja od 1. decembra predhodnega leta do 31. januarja prihodnje leto. Vinjete je mogoče dobiti v in izven Švice v sosednjih državah, na bencinskih črpalkah in označenih mestih. Uporaba avtocestnih omrežij brez veljavne vinjete je kaznivo dejanje v nasprotju z Zakonom o javnih cestah, in se kaznuje z denarno globo v višini 75  CHF ali več, skupaj z obveznim nakupom letne vinjete. Pri težjih vozil, je za plačilo merodajna razdalja, ki izračuna med točko odhoda in prihoda za vse vrste cest. 

Cene vinjet za osebne avtomobile v nekaterih evropskih državah:
| Avstrija  | letna 73,80 €                                                                                     | 2-mesečna 22,20€ | 10-dnevna 7,70 € | -            |
| Češka     | letna 42 €                                                                                        | mesečna 14 €     | tedenska 9 €     | -            |
| Madžarska | letna 158 €                                                                                       | mesečna 18 €     | 10-dnevna 11 €   | 4-dnevna 5 € |
| Slovenija | letna 110 €                                                                                       | mesečna 30 €     | tedenska 15 €    | -            |
| Slovaška  | letna 36 €                                                                                        | mesečna 10 €     | tedenska 5 €     | -            |
| Švica     | letna CHF 40 (44 € pri nakupu na partnerskih prodajnih mestih za vinjete; v Sloveniji je to AMZS) | -                | -                | -            |